# 佩里縣 (印第安納州)
佩里縣（英語：Perry County）是美國印地安納州南部的一個縣，南隔俄亥俄河與肯塔基州相望。面積1,001平方公里。根據美國2000年人口普查，共有人口18,899人。縣治特爾城（Tell City）。
成立於1814年11月1日。縣名紀念1812年戰爭英雄奧利弗·哈澤德·佩里。